# Szentkozmadombja
Szentkozmadombja ist eine ungarische Gemeinde im Kreis Zalaegerszeg im Komitat Zala.

## Geografische Lage
Szentkozmadombja liegt 19 Kilometer südwestlich des Komitatssitzes und der Kreisstadt Zalaegerszeg an dem Fluss Béci-patak. Die Nachbargemeinde ist Zalatárnok.

## Geschichte
Im Jahr 1913 gab es in der damaligen Kleingemeinde 62 Häuser und 434 Einwohner auf einer Fläche von 1156 Katastraljochen. Sie gehörte zu dieser Zeit zum Bezirk Nova im Komitat Zala. 

## Sehenswürdigkeiten
- Römisch-katholische Friedhofskapelle Szentháromság
- Schloss Dervalics uradalmi (Dervalics uradalmi kastély)

## Söhne und Töchter der Gemeinde
- Ferenc Gerencsér (1923–1989), Cimbalomspieler und Hochschullehrer

## Verkehr
Szentkozmadombja ist nur über die Landstraße Nr. 7545 zu erreichen. Es bestehen Busverbindungen über Zalatárnok, Lickóvadamos und Gellénháza nach Zalaegerszeg. Der nächste  Bahnhof befindet sich nordöstlich in Bak.